# Juhan Liiv

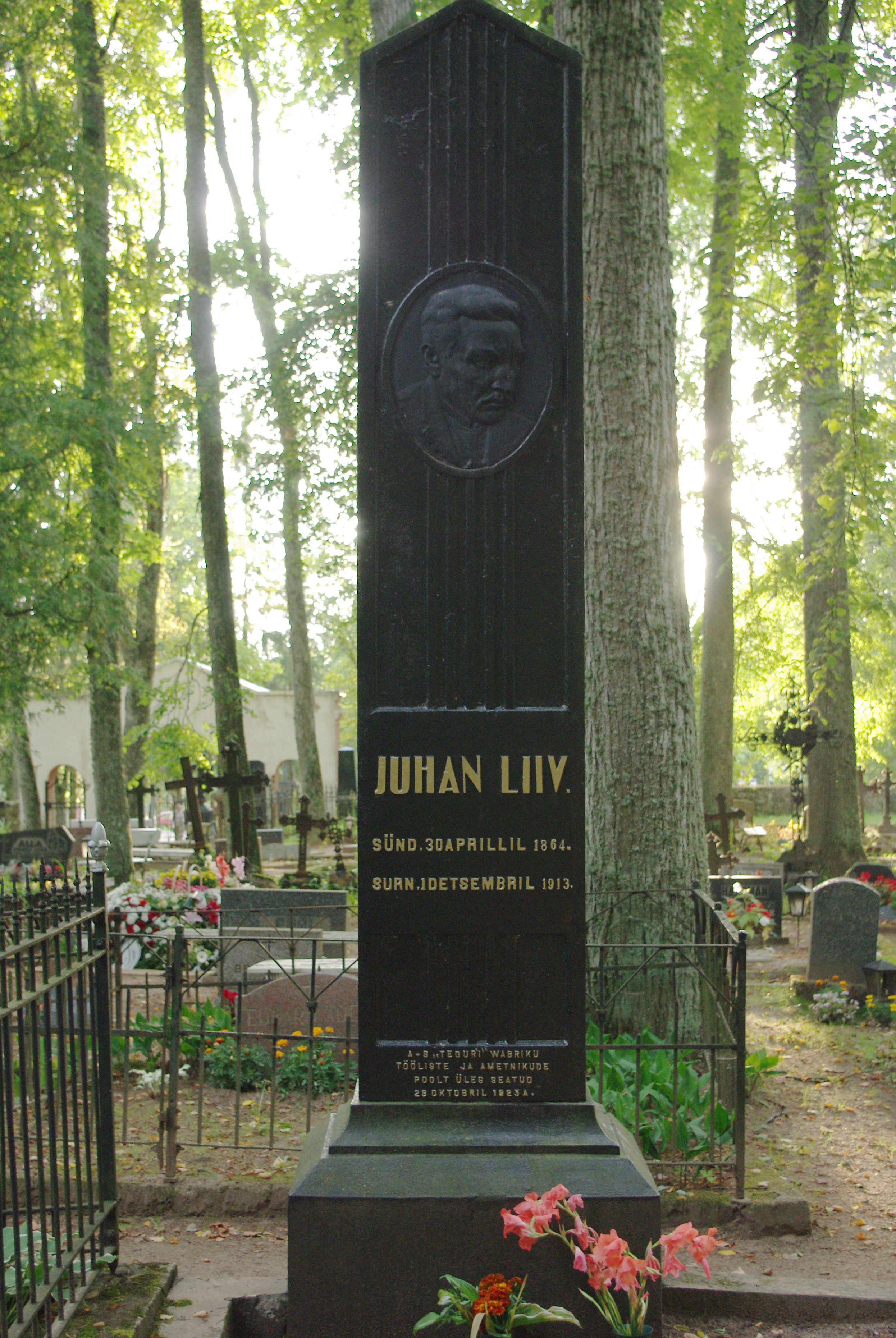
Juhan Liiv sírja az alatskivi-i temetőben

Juhan Liiv (Alatskivi, 1864. április 30. – Kavastu-Koosa, 1913. december 1.) észt költő és író.

## Élete
Szegény családból származott, bátyja a szintén író Jakob Liiv (1859-1938). Előbb a naelaverei falusi, majd a kodaverei plébániai iskolába járt. 1886-ban érettségizett a tekintélyes tartui Hugo Treffner Gimnáziumban. 
1885-től a Virulane, a Sakala és az Olevik észt kulturális lapoknál tevékenykedett. Már gyermekkorától írt verseket, amelyek azonban irodalmi visszhang nélkül maradtak. Első sikereit Vari című novellájával érte el. A fizikailag gyenge, ám lelkiekben erős Villuról szóló komor történet több ponton is Liiv életéhez kapcsolódik. 1892-től mint szabadúszó író dolgozott. 1894-ben kezdődő mentális problémái (paranoia) miatt orvoshoz kellett fordulnia, e betegségtől élete végéig szenvedett. 
1909-ben találkozott Friedebert Tuglasszal és a Noor-Eesti (Fiatal Észtország) irodalmi csoporttal. Életében mindössze egyetlen kötete jelent meg, a Luuletused (1909) című, 495 versből álló gyűjtemény, amely ma az észt irodalom leghíresebb alkotásai közé tartozik. Liiv testi fogyatékossága, mentális betegsége és magányos természete számos versében tükröződik, más költeményei az észt haza és a természet iránti szeretetéről szólnak.
A róla elnevezett költészeti díjat 1965-től (a szovjet megszálló hatalom miatt 1970 és 1983 közt megszakításokkal) minden évben április 30-án, Juhan Liiv születésnapján adják át Alatskiviben. A díjat egyetlen versért ítélik oda, amely kiosztást megelőző évben került először publikálásra.

## Válogatott művei
- Kümme lugu (1893)
- Vari (1894)
- Luuletused (1909, 1910, 1919, 1926)
- Kogutud teosed I–VIII (1921–1935)
- Valitud luuletused (1949)
- Teosed (1954, 1956)
- Rukkivihud rehe all (1964)
- Kui tume veel kauaks ka sinu maa (1964)
- Väike luuleraamat (1969)
- Sinuga ja sinuta (1989)

## Fordítás
- Ez a szócikk részben vagy egészben  a   Juhan Liiv című német Wikipédia-szócikk ezen változatának fordításán alapul.  Az eredeti cikk szerkesztőit annak laptörténete sorolja fel. Ez a jelzés csupán a megfogalmazás eredetét és a szerzői jogokat jelzi, nem szolgál a cikkben szereplő információk forrásmegjelöléseként.